# Набережная Марка Шагала
Набережная Марка Шага́ла — набережная на юге Москвы в Даниловском районе Южного административного округа, названная в честь представителя художественного авангарда Марка Шагала (1887—1985). Набережная протянулась от проспекта Лихачёва до старого русла Москвы-реки (затона Новинки), её длина составляет 3,8 км. Также через старое русло 11 августа 2023 года открыт автомобильный мост.

## История
До марта 2016 года набережная не имела собственного названия и именовалась Проектируемым проездом № 4062. В марте того же года на заседании президиума московского правительства было принято решение назвать 14 улиц и проездов, образуемых в результате застройки территории бывшего завода имени Лихачева (ЗИЛ), именами художников-авангардистов и архитекторов-конструктивистов. Среди них была и набережная, получившая своё название в честь художника Марка Шагала.

### Строительство
К 2022 году частично завершена северная часть набережной. На набережной высажено 275 деревьев, около 1450 кустарников и более 110 тысяч цветов. Растения выбирались с учетом рельефа, почвы и уровня грунтовых вод. Обустроены детские площадки. На набережной установили 49 скамеек, 58 парковых кресел, 28 велопарковок и 44 урны, оборудовали велодорожку и беговую дорожку с резиновым покрытием. Общая площадь пешеходных дорожек и тротуаров, выложенных гранитной плиткой, составляет около 13,5 тысячи квадратных метров. Покрытия дорожно-тропиночной сети выполнены в основном из натуральных природных материалов.

## Благоустройство
Благоустройство набережной, должно включать различные места отдыха, в числе которых кафе, смотровые площадки, детские и спортивные площадки, а также коммерческие павильоны. Здесь создадут так называемый «умный» ландшафт — в состав которого войдут искусственные холмы, которые оградят отдыхающих от ветра с реки и городского шума. Также защитную функцию будут выполнять деревья и кустарники, которые высадят на склонах. Здесь запланирован «Парк на набережной Марка Шагала» с уникальным ландшафтом вдоль Москвы-реки.
Главный архитектор Москвы сообщил, что в прогулочной зоне набережной будет создан Плавучий сад, который будет состоять из отгороженных пешеходными мостиками участков реки.

## Пересечения
Набережная соприкасается с:
- проспектом Лихачёва;
- улицей Кандинского;
- улицей Родченко;
- улицей Татлина;
- улицей Лентулова;
- улицей Варвары Степановой;
- улицей Льва Юдина;
- улицей Лисицкого;
- бульваром Братьев Весниных.

## Мосты
Набережную Марка Шагала и Новоданиловскую набережную соединяет Даниловский мост.

## Галерея
- 2015 год. Вид с Новоданиловской набережной. До начала реконструкции
- 2017 год. Начало работ.
- 2018 год. Это здание снесут лишь в 2022 году
- 2018 год
- 2020 год
- 2021 год
- 2022 год. Видны Шуховская и Останкинская башни, а также дом на Тульской